# Bible de Castellion
La Bible de Castellion, Bible de Sébastien Castellion ou Bible de Châteillon (titre complet : La Bible nouvellement translatée, avec la suite de l'histoire depuis le tems d'Esdras jusqu'aux Maccabées : e depuis les Maccabées jusqu'à Christ. Item avec des annotacions sur les passages difficiles) est une traduction de la Bible en français du protestant Castellion publiée en 1555 chez Johann Herwagen à Bâle.
Cette Bible fut republiée pour la première fois par Bayard en 2005 à l'occasion du 450e anniversaire de sa publication.

## Publication
La traduction française de Castellion est le fruit de dix ans de travail. Auparavant, en 1550, Castellion achève sa traduction latine de la Bible ; elle fut publiée par Jean Oporin en 1551 à Bâle (son titre est : Biblia interprete Sebastiano Castalione [...]). En 1553, Castellion achève sa traduction française qui est publiée par Johann Herwagen (francisé en « Hervage » sur la page de titre) à Bâle en 1555 (l'impression est terminée en mars de cette même année). Son titre est : La Bible nouvellement translatée [...]).

## Style et particularités

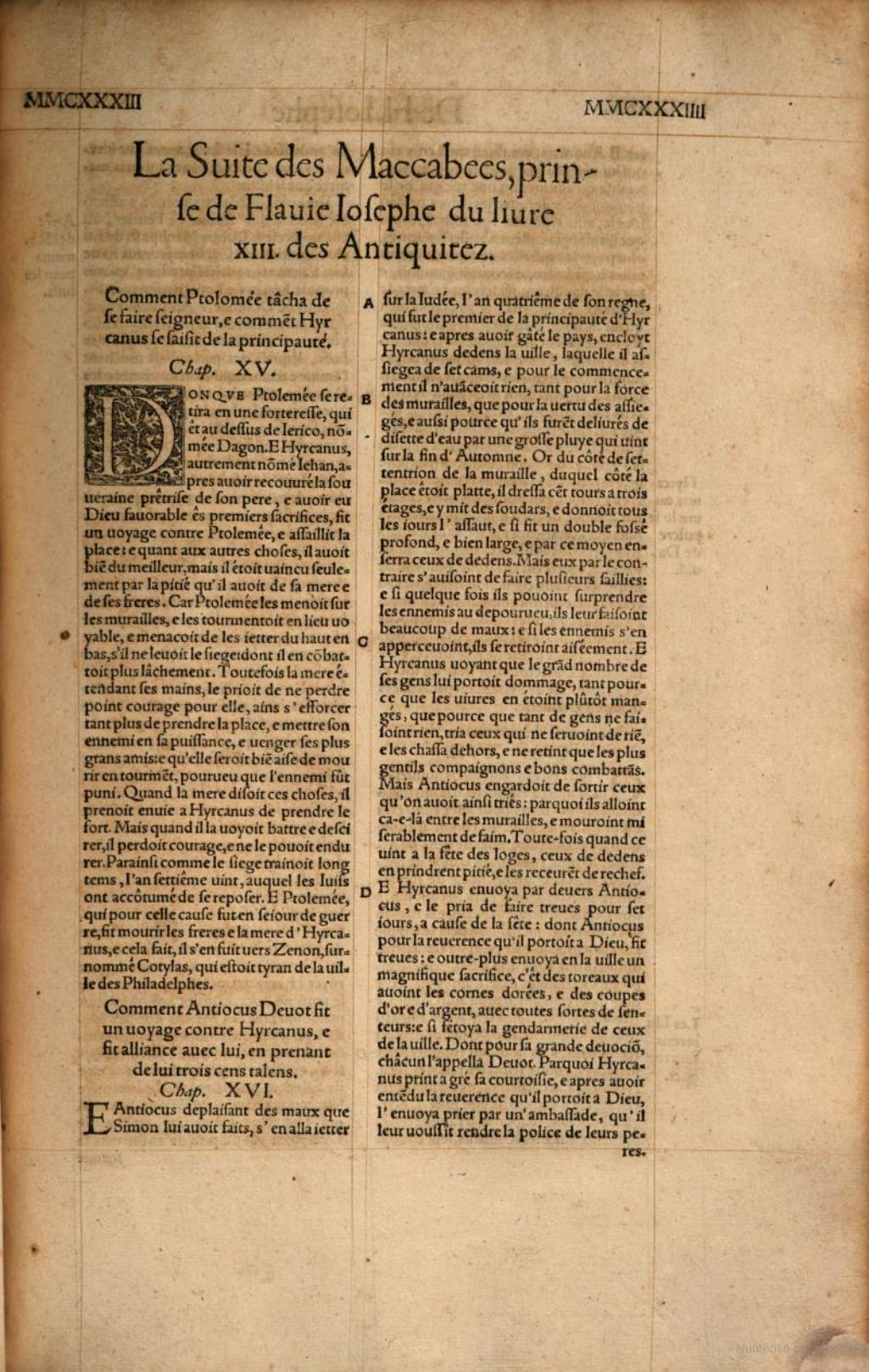
Début de l'extrait des Antiquités judaïques placé à la suite du second livre des Maccabées, juste avant le Nouveau Testament

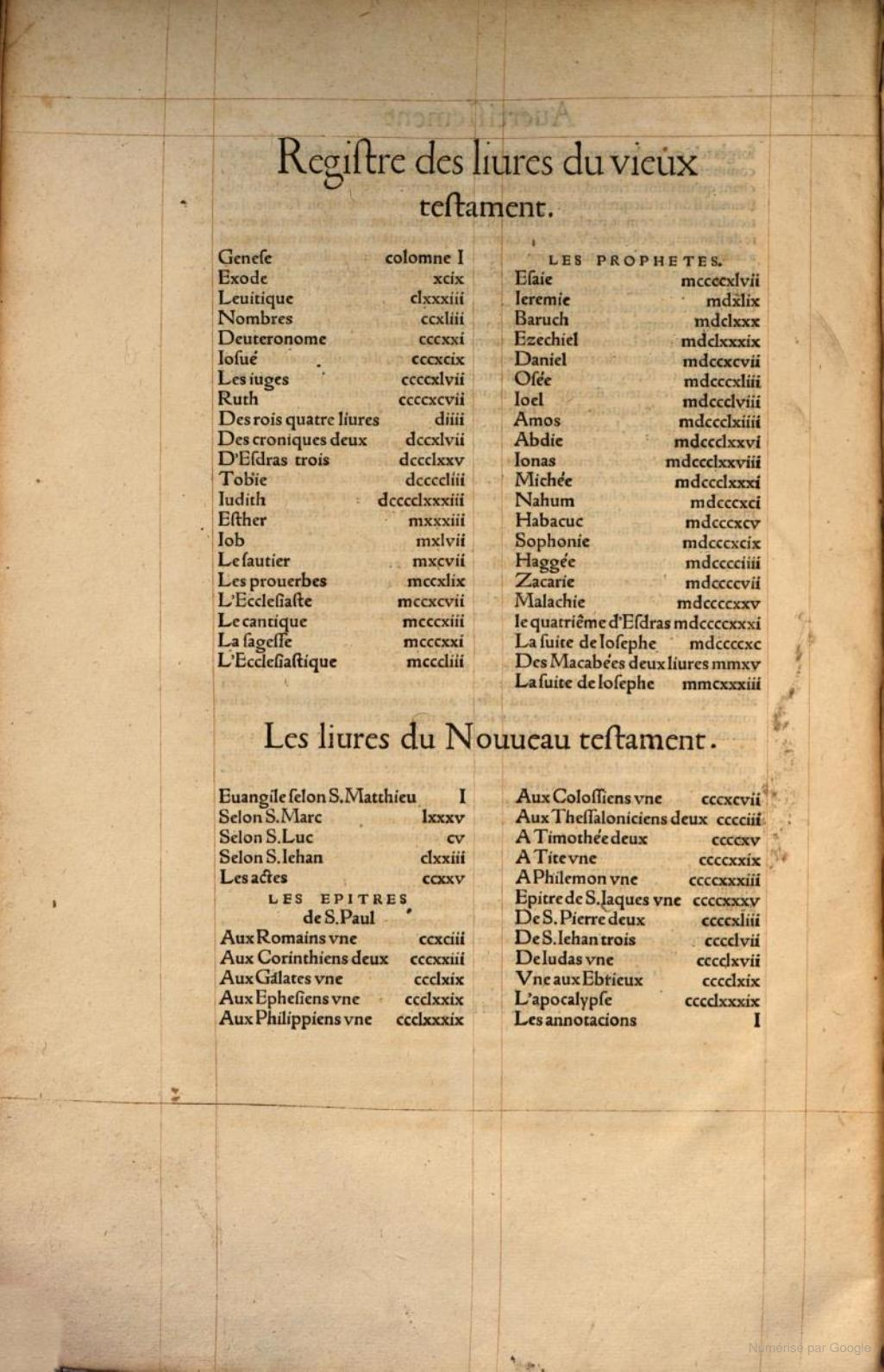
Table des matières

C'est en 1555 qu'est publiée la Bible de Castellion. Les principes de traduction employés par Castellion sont « révolutionnaires » : « D’abord, il reconnaît l'obscurité de certains passages, et la possibilité de les comprendre de diverses manières. Ensuite, il veut s’adresser aux ignorants, non aux lettrés, et il utilise le langage populaire. Sa traduction choque, on estime qu’en employant "le jargon des gueux" Castellion ne respecte pas la majesté de la Bible. » « [À] la littéralité, Castellion avait préféré l'écriture, et donc la création». « Il n'hésita pas à forger des mots nouveaux, comme "enfantons", pour les petits enfants de l'Evangile ou "songe-malice" pour celui qui pense au mal.» « Castellion traduit les mots d'après leur étymologie. Au lieu d'holocauste, il dit brûlage. Il met flairement au lieu d'odorat (1 Cor. 12, 17) ; songe-malices au lieu d'inventeurs de méchancetés (Rom. 1, 30). Pour petits enfants, il forge le barbarisme enfantons. »
Castellion ajouta les Antiquités judaïques à la fin de l'Ancien Testament, car il considérait que les Saintes Écritures étaient un livre d'histoire imparfait : il s'agit d'extraits des Antiquités judaïques placés à la suite de 4 Esdras et du second livre des Maccabées.
La Bible de Castellion est traduite à partir des langues d'origine : l'hébreu pour l'Ancien Testament (si le texte original n'est pas en hébreu, il traduit à partir du grec) et le grec pour le Nouveau Testament.

## Réception
Calvin et Théodore de Bèze méprisèrent cette traduction de Bible. Cette Bible fut « d'abord décriée et violemment critiquée, notamment par J. Calvin et Th. de Bèze, elle fut ensuite presque oubliée pendant quatre siècles ». Henri Estienne fit le reproche suivant à Castellion au sujet de sa traduction : « Au lieu de chercher les plus graves mots et manières de parler, il s’est étudié à parler le jargon des gueux »

## Réédition
Cette Bible ne fut plus jamais rééditée avant 2005, année où elle fut rééditée par Bayard à l'occasion des 450 ans de l'édition originale.
Seuls 21 ou 22 exemplaires de l'édition originale de 1555 existent encore à ce jour ; trois d'entre eux sont conservés en Suisse.